# Qarshi
Qarshi (ook geschreven als Karshi; Қарши) is een stad gelegen in het zuiden van Oezbekistan. Het is de hoofdstad van de provincie Qashqadaryo en had in 2006 een bevolking van 226.906 inwoners. Oorspronkelijk was het de Sogdische stad Nakhshab en daarna de Perzische stad Nasaf, Qarshi was de tweede stad van het Emiraat Buchara. De stad ligt in het midden van een vruchtbare oase waar graan, katoen en zijde werden verbouwd en het was een rustplaats voor de karavanen die tussen Balch en Buchara liepen. De Chagatai kans Kebek en Qazan Khan bouwden paleizen in de stad en gebruikten het als hoofdstad. In 1364 liet Timoer Lenk er een versterkt paleis bouwen in wat nu het zuidelijke deel van de stad is. De moderne naam Qarshi betekent fort.
Met de neergang van Sachrisabz in de achttiende eeuw werd Qarshi steeds belangrijker en was het de vestingsplaats van de kroonprins van het Emiraat Buchara. De stad was dubbel ommuurd, had 10 karavanserai en 4 madrassa's gedurende deze tijd. Rond 1868 annexeerden de Russen de vallei van Zarafshan en in 1873 werd Buchara een Russisch protectoraat.
In de vroege jaren 70 werd begonnen met een groots irrigatieproject dat water van de Amu Darja in Turkmenistan moest omleiden naar de landen rond Qarshi. Vrijwel alle landbouwgrond rond Qarshi wordt gebruikt voor de katoenteelt.
Ook is de stad een belangrijke producent van aardgas.